# Tálknafjörður (Fjord)
Der Tálknafjörður ist ein Fjord in den Westfjorden von Island.
Er liegt nördlich vom Patreksfjörður und südlich vom Arnarfjörður.
Der Fjord reicht 16 Kilometer weit ins Land und ist bis zu fünfeinhalb Kilometer breit.
Nur den innersten Fjord umrundet der Bíldudalsvegur .
Von ihm zweigt am Südufer der Lambeyrarvegur 6181 mit einer Länge von gut fünf Kilometern ab.
Das Nordufer erschließt der Tálknafjarðarvegur  für zehn Kilometer, der nach drei Kilometern den Ort Tálknafjörður durchquert.
Dieser Fjord gehört neben dem Patreksfjörður und dem Arnarfjörður zu den Südfjorden der Westfjorde (isl. Suðurfirðir Vestfjarða).